# Lola-Aston Martin B09/60
Lola-Aston Martin B09/60 är en sportvagnsprototyp, tillverkad av den brittiska tävlingsbilbyggaren Lola Cars International, i samarbete med Aston Martin och Prodrive mellan 2009 och 2010. Aston Martin benämner bilen Aston Martin DBR1-2.

## Lola-Aston Martin B09/60
Lola introducerade sin täckta LMP1-prototyp B08/60 till säsongen 2008. Det tjeckiska stallet Charouz Racing System köpte två bilar och försåg dem med Aston Martin-motorer. Astons V12:a har gjort god tjänst i GT-bilen DBR9, som bland annat vunnit GT1-klassen i Le Mans 24-timmars 2007 och 2008. Lola B08/60 etablerade sig under säsongen som den snabbaste bensindrivna bilen i Le Mans Series.
Till säsongen 2009 meddelade Aston Martin att man vidareutvecklat bilen i egen regi och presenterade den som Aston Martin DBR1-2. Det är Aston Martins första sportvagnsprototyp sedan AMR1-modellen. DBR1-2 har fått modifierad kaross, med vissa drag från Astons sportbilar och starkare motor.

## Tekniska data
| Tekniska data               | DBR1-2                                                                |
| --------------------------- | --------------------------------------------------------------------- |
| Motor:                      | 60° 12-cylindrig V-motor                                              |
| Cylindervolym:              | 5935 cm³                                                              |
| Borrning x slaglängd:       | 89,0 x 79,5 mm                                                        |
| Max effekt vid varvtal:     | 650 hk                                                                |
| Max vridmoment:             | 700 Nm                                                                |
| Ventilstyrning:             | Dubbla överliggande kamaxlar per cylinderrad, 4 ventiler per cylinder |
| Bränslesystem:              | Bränsleinsprutning                                                    |
| Växellåda:                  | 6-växlad manuell                                                      |
| Hjulupphängning fram & bak: | Dubbla tvärlänkar, skruvfjädrar                                       |
| Bromsar:                    | Keramiska skivbromsar                                                 |
| Chassi & kaross:            | Självbärande monocoque av kolfiber                                    |
| Hjulbas:                    | 289 cm                                                                |
| Torrvikt:                   | 900 kg                                                                |

## Tävlingsresultat
Jan Charouz, Tomáš Enge och Stefan Mücke vann LMP1-klassen i Le Mans Series 2009, efter segrar i Catalunya 1000 km och Nürburgring 1000 km.